# Bernard Josse
Pour les articles homonymes, voir Josse.
Bernard Josse, né le 17 janvier 1932 à Rennes et mort dans la même ville le 3 septembre 2019, est un footballeur français, jouant au poste de gardien de but.

## Biographie
Il commence sa carrière de footballeur à la TA Rennes, avant de rejoindre le Stade rennais, où il joue de 1954 à 1962. Remplaçant, voire numéro 3, il ne fait durant trois saisons que de rares apparitions en D1. En 1958 il est sélectionné en équipe de Bretagne, quelques mois avant de signer son premier contrat professionnel.
Il rejoint par la suite le Stade lavallois où il reste quatre ans comme amateur. Il est champion de DH en 1964 et accède au championnat de France amateur. En 1965 il est champion du groupe Ouest de CFA et finaliste du championnat de France amateur au Parc des Princes.
De 1966 à 1968 il est entraîneur de l'équipe amateurs du Stade rennais, qui évolue en CFA.

## Palmarès

### Avec le Stade lavallois
- 1964 : champion du groupe Ouest de DH.
- 1965 : champion du groupe Ouest de CFA.
- 1965 : finaliste du championnat de France amateur.